# NGC 7818
NGC 7818 è una galassia a spirale (Sc) situata nei Pesci. Possiede una declinazione di +07° 22' 45" e un'ascensione retta di 0 ore, 04 minuti e 09,0 secondi.
NGC 7818 fu scoperta il 23 ottobre 1886 da Lewis A. Swift.